# 埃菲 (明尼蘇達州)
埃菲（英語：Effie）是一個位於美國明尼蘇達州艾塔斯卡縣的城市。

## 人口
根據2020年美國人口普查的數據，埃菲的面積為9.49平方千米，當中陸地面積為9.49平方千米，而水域面積為0.00平方千米。當地共有人口109人，而人口密度為每平方千米11人。